# Mechitaristenkirche (Wien)

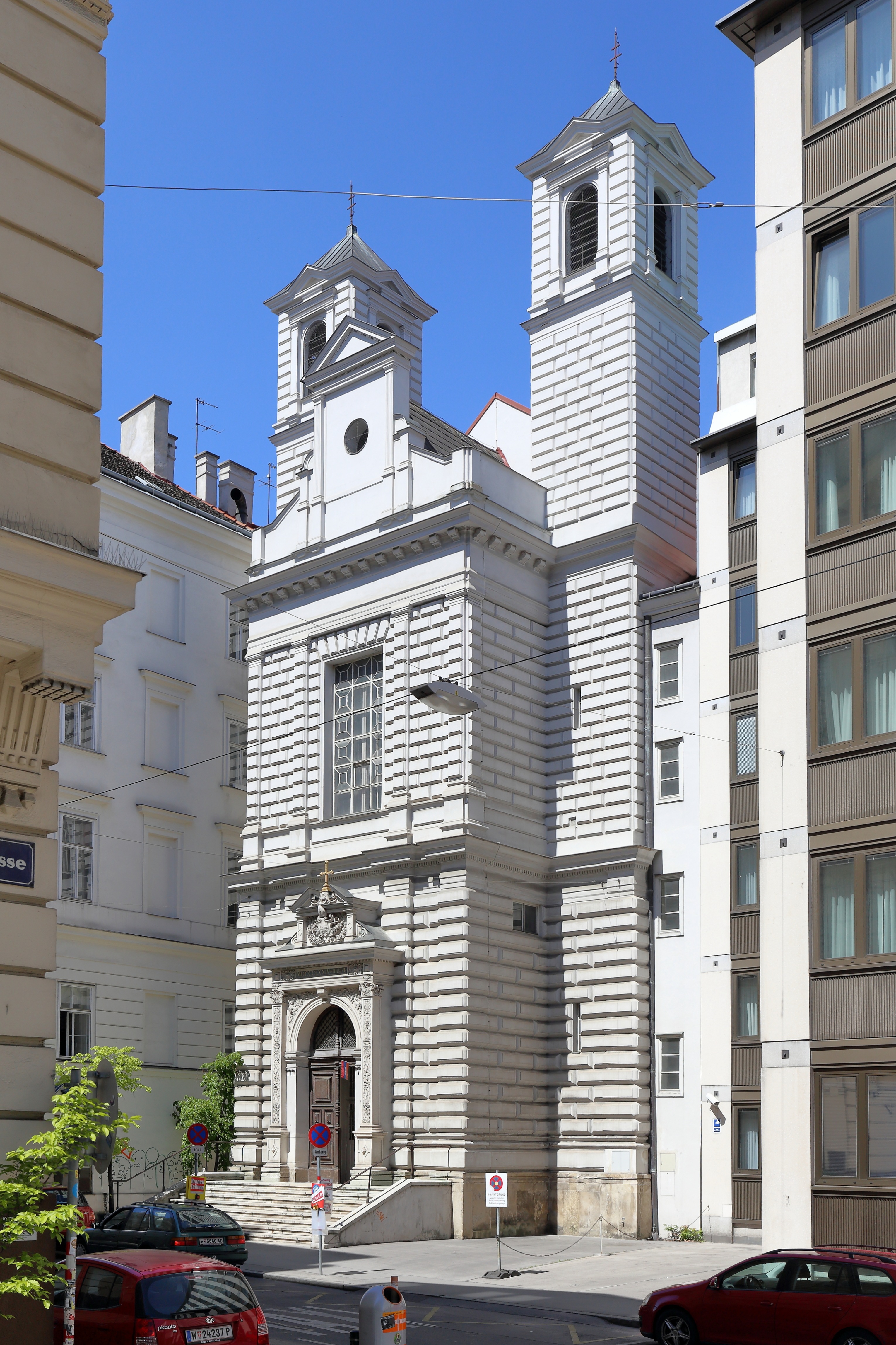
Mechitaristenkirche, Blick von der Neustiftgasse

Die armenisch-katholische Kirche Maria Schutz (Mechitaristenkirche) ist eine zwischen 1871 und 1873 erbaute Klosterkirche des Mechitaristenkollegiums im siebten Wiener Gemeindebezirk.

## Baugeschichte
Das Gebäude steht auf den Grundmauern einer am 1. Mai 1603 geweihten Kapuzinerkirche in der ehemaligen Wiener Vorstadtgemeinde Sankt Ulrich. Durch einen Erlass des Kaisers Ferdinand II. wurde auf dem Gelände von 1622 bis 1623 ein Kapuzinerkloster errichtet. 1810 verließen Geistliche des Mechitaristenordens das von französischen Truppen besetzte Triest, um in Wien um Asyl anzusuchen. Kaiser Franz I. überließ den Mönchen 1811 die mittlerweile leerstehende Klosteranlage.
Ein Großbrand am 11. August 1835 zerstörte den gesamten Gebäudekomplex. Am 18. Oktober 1837 erfolgte daher die Grundsteinlegung zu einem Neubau der Anlage nach Plänen des Architekten Joseph Kornhäusel. 
Der Baumeister und Architekt Franz Sitte erhielt am 1. Mai 1871 den Auftrag zum Neubau der Ordenskirche im Konvent. Sein neogotischer Entwurf nahm durch zahlreiche Dreigliederungen im Auf- und Grundriss Bezug auf die Trinität und sollte im Stil der Florentiner Frühgotik ausgeführt werden. 
Gegen Ende 1872 übernahm Franz Sittes Sohn Camillo Sitte die Planungen, ab Jänner 1873 schien er auch offiziell als Bauleiter auf. Er änderte den Stil des Gebäudes von Neogotik zu Neorenaissance mit Anleihen aus der italienischen Frührenaissance. Der Baustil verwies damit auf das 1431 einberufene Konzil von Ferrara, das für die Gründung der katholischen Ostkirche des armenischen Ritus prägend war. Die Einweihung der Kirche erfolgte 1874, bei der sie unter das Patrozinium von Maria gestellt wurde.

## Architektur und Ausstattung
Die Kirche ist ein dreijochiger tonnengewölbter Saalbau mit sechs Wandnischen und einem eingezogenen, kurzen Rechteckchor. Von der Straße aus ist nur die schmale Doppelturmfassade sichtbar. Die beiden Türme treten gegenüber dem Mittelrisalit mit aufgesetztem Sprenggiebel zurück, in dem sich mittig das Hauptportal in Rundbogenform befindet. Die Fassade ist vollflächig durch graue Bossenquader rustiziert. Auf den Turmspitzen sind Patriarchenkreuze aus Metall aufgesetzt.

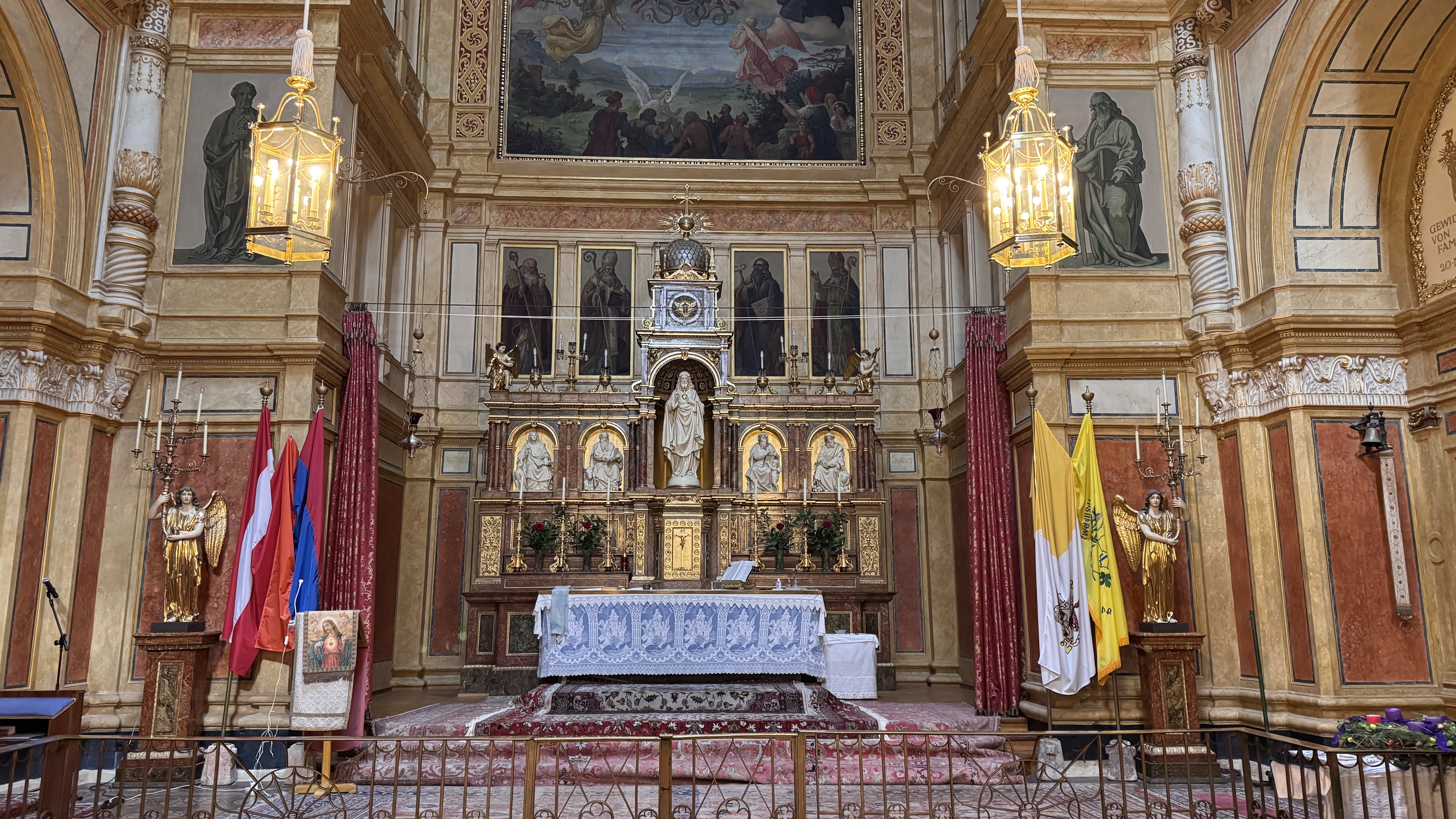
Altarseite

Camillo Sitte wollte mit der Kirche ein Gesamtkunstwerk schaffen. Daher entwarf er persönlich das große Wandbild der Schutzmantelmadonna im Chorabschluss, das gesamte ikonographische Programm des Hauptschiffes sowie zwei neobarocke Altäre. Zahlreiche Fassungen im Kircheninneren führte Sitte selbst aus; er „malte auch eigenhändig alle dekorativen Muster, alle sechs lebensgroßen Heiligenbilder […] und den grössten Teil von den Erzengeln, Sibyllen und Propheten, alles in Tempera“. Für die weitere Kirchenausstattung konnten die angesehenen Architekten Theophil von Hansen (Seitenaltar, 1877) und Heinrich von Ferstel (Figurenretabel Hochaltar, 1881) gewonnen werden.
Die Kirche wurde Im Zweiten Weltkrieg stark beschädigt, die Wand- und Deckenmalereien daher in weiterer Folge übertüncht. Erst im Jahr 2011 konnten sie wieder vollständig freigelegt und restauriert werden.

## Nutzung
Außer zu liturgischen Zwecken dient das Gotteshaus auch zu Ausstellungen, beispielsweise findet im Jahr 2025 die Schau Von Karabach nach Wien. Das armenische Kulturerbe im Wiener Mechitaristenkloster statt.